# Enrique Rodríguez del Valle
Enrique Rodríguez del Valle (Val de Santo Domingo, c. 1843-Val de Santo Domingo, 1913), conocido también por el seudónimo Domingo de Santoval, fue un escritor español.

## Biografía

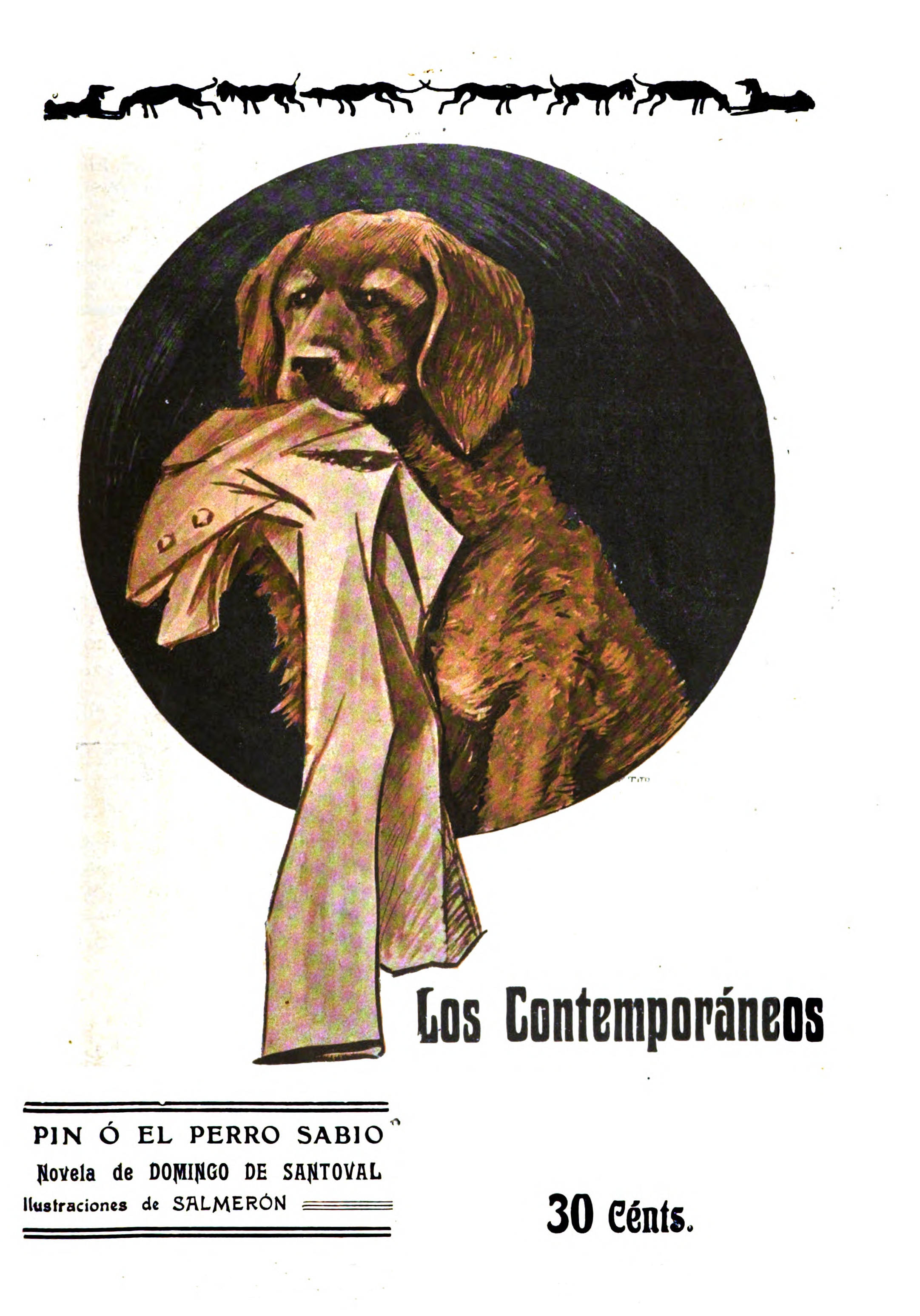
Pin ó el perro sabio (Los Contemporáneos (1912)

Habría nacido hacia mediados del siglo XIX en la localidad toledana de Val de Santo Domingo. Escritor festivo y bufonesco, fue autor de obras como Siete semanas en burro (novela festiva, 1876), El millón de solomo (1876), Los viejos verdes (1877), Los manchegos en el Polo Norte (1888), Niñeras y soldados (novela festiva, 1891), Palizas, trampas y amores (1892), Ciruelas pasas (1893), Tres hombres para una mujer y El seductor de criadas. También fue autor de Pin o el perro sabio y Mi primera conquista, ambas publicadas en la colección Los Contemporáneos. Para el teatro escribió bastante, encontrándose entre sus obras la comedia en tres actos y en prosa titulada El director general, en colaboración con Mario, y Tocino del cielo, estrenadas en el Teatro de la Comedia y el Teatro Lara,  además del juguete en un acto Five o'clock tea, estrenado en el Teatro de la Comedia.  Falleció soltero y pobre el 9 de febrero de 1913 en su localidad natal.